# آی‌اس‌تی‌جی

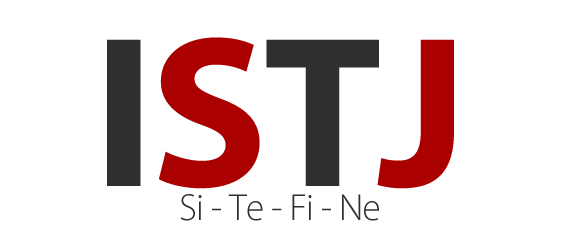
درونگرا، حسی، فکری، ساختارگرا

ISTJ (درونگرا، حسی، فکری، ساختارگرا) مخفف مورد استفاده در آزمون‌های منتشر شده آزمون شخصیت مایرز-بریگز (MBTI) برای اشاره به یکی از شانزده نوع شخصیت به کار می‌رود. آزمون MBTI توسط روانپزشک برجسته کارل یونگ در کتاب خود انواع روان بسط و توسعه داده شد. یونگ یک تشخیص روانشناختی بر اساس تئوری عملکردهای شناختی که توسط مشاهدات کلینیکی (بالینی) اش توسعه داده بود پیشنهاد داد.
«افراد با تیپ ISTJ، شخصیتی ساکت و آرام دارند و دوستدار امنیت و زندگی مسالمت‌آمیز هستند. آن‌ها افرادی متعهدند که مسئولیت‌هایشان را بسیار جدی می‌گیرند.
این ویژگی از آن‌ها افرادی مسئول و قابل اعتماد می‌سازد که وظایفشان را تا انتها پیگیری می‌کنند و به دلیل رویکرد سازمان یافته و روشمندی که دارند اغلب از عهده وظایفی که به آنان محول می‌شود به خوبی بر می‌آیند.
به لحاظ شخصیتی معمولاً افرادی وفادار، ثابت‌قدم و قابل اعتماد هستند و برای صداقت و یکرنگی در اشخاص اهمیت زیادی قائل می‌شوند.»
پس از یونگ، دیگران تیپ‌شناسی را گسترش دادند و روی آن کار کردند. مدل ارزیابی شخصیت یونگ شامل تست MBTI، توسعه یافته توسط ایزابل بریگز مایرز و کاترین کوک بریگز و مدل ارزیابی خلق و خوی Keirsey توسعه یافته توسط دیوید Keirsey می‌شود. Keirsey به ISTJ کلمه بازرس را پیشنهاد کرد، که یکی از چهار تیپ متعلق به خلق و خوی نگهبانان است. ISTJ حدود ۱۰–۱۴٪ از جمعیت دنیا را تشکیل می‌دهند.

## ابزار MBTI
- I – درونگرا در مقابل برونگرایی: ISTJ تمایل به آرامش و احتیاط و مدارا دارد. آن‌ها به‌طور کلی ترجیح می‌دهند با چند دوست نزدیک و صمیمی‌باشند به جای دایره گسترده‌ای از دوستان و آشنایان، آن‌ها در موقعیت‌های اجتماعی انرژی مصرف می‌کنند در حالی که برونگراها انرژی به دست می‌آورند.[۵]
- S – حسی در مقابل شهود: ISTJها بیشتر تمایل به واقعیات و قطعیات دارند تا چیزهای انتزاعی. آن‌ها تمرکز توجه خود را بر روی جزئیات قرار می‌دهند به جای تصویر بزرگ، به واقعیت‌های موجود بیشتر اهمیت می‌دهند تا امکانات آینده.[۶]
- T – فکری در برابر احساس: ISTJها ارزش هدف را بیشتر از تمایلات شخصی می‌دانند. زمان تصمیم‌گیری آن‌ها به‌طور کلی به منطق وزن بیشتری می‌دهند تا به ملاحظات اجتماعی.[۷]
- J – ساختارگرا در مقابل ادراک: ISTJها ترجیح می‌دهند فعالیت‌هایشان را برنامه‌ریزی کنند و زود تصمیم بگیرند. آن‌ها با پیش‌بینی کردن شرایط احساس کنترل می‌کنند.[۸]

## ویژگی‌های ISTJ

### توصیف تیپ
ISTJها منطقی، سازمان یافته، معقول و جدی هستند، سنتی‌هایی که از منظم و مرتب نگه داشتن زندگی خود و محیط اطرافشان لذت می‌برند. معمولاً افرادی جدی و کم حرفی هستند و از طریق نظم و دقت و قابلیت اتکا و اعتماد بالا به موفقیت دست می‌یابند. آن‌ها قادرند هر چیزی که حواسشان را از کارشان پرت می‌کند متوقف کنند تا رویکرد منطقی خود را عملیاتی کنند و قادر باشند تصمیمات دشواری بگیرند که تیپ‌های دیگر از آن‌ها اجتناب می‌کنند. واقع بینانه و مسئول، ISTJها اغلب مثل زنبورهای کارگر دیده می‌شوند که تلاش، پشتکار و مجاهدت مداوم برای رسیدن به اهداف خوددارد. با وجود قابل اعتماد و اتکا بودن و حسن نیت اما ISTJها به سختی می‌توانند نیازهای عاطفی دیگران را درک کرده و به آن‌ها پاسخ دهند.
اگر چه آن‌ها اغلب تمرکز خود را روی دنیای درون خود می‌گذارند ISTJها ترجیح می‌دهند با واقعیت‌ها و حال حاضر روبرو باشند. آن‌ها بسیار به جزئیات توجه دارند و موقع تصمیم‌گیری جوانب مختلف امر را می‌سنجند، اگر چه معمولاً به قواعد تکیه دارند. ISTJها برای شرایط و وقایع جدید به خوبی آماده می‌شوند و درک خوبی از اکثر موقعیت‌ها دارند. آن‌ها به دنبال اهداف کاربردی و به درد بخور هستند و برای وظیفه‌شناسی و قواعد و ضابطه‌ها خیلی ارزش قائلند.
آن‌ها اغلب به دنیای اطراف توجه زیادی می‌کنند و قدرت بالایی در به یادآوری خاطرات دارند. اغلب تصمیم هایشان به دلیل کم کردن دردسر و مشکلات احتمالی گرفته می‌شود. آن‌ها ترجیح می‌دهند که مطابق قوانین رفتار کنند. این تیپ اغلب در حال کار و فعالیت است و معتقد است که کاری که سودی نداشته باشد، مفرح نیست.
برای توصیف Keirsey بازرس (نقش تیپ) را ببینید.

### یادگیری
ISTJها بهترین‌ها را یادمی‌گیرند و به اهداف عملی و کاربردی خود اعمال می‌کنند. آن‌ها با زحمت زیاد به جزئیات کار خود توجه کرده و تا زمانی که موضوعی حل نشده یا کاری به شکل کامل انجام نشده‌استراحت نمی‌کنند. به عنوان یادگیرنده، ISTJها تمایل به متریال، جهت گیری، و آموزگارهایی درست و دقیق دارند تا به اطلاعاتی که ارائه شده‌است اعتماد کنند. آن‌ها برنامه‌های مفید و کاربردی را ترجیح می‌دهند و نظریه‌هایی را تحمل می‌کنند که آن‌ها را به این دو هدف (مفید بودن و کاربردی بودن) منتهی کند. به دلیل توجه بالایشان به جزئیات اغلب توانایی درک نکاتی را دارند که برای اغلب افراد مشهود نیست و به همین دلیل بسیار قابل اعتمادند.
این افراد فعالیت‌های یادگیری ای را دوست دارند که به آن‌ها زمانی برای بازخورد و فکر کردن می‌دهد. چیزی که برای این تیپ، خیلی ساده و لذت بخش است دیرباوری در شایستگی و لیاقت است. به دلیل چشم‌انداز عملی، ISTJها به وضوح بین کار و بازی تمایز قائلند؛ بنابراین، محیط یادگیری ایده‌آل این افراد وظیفه گراست، دارای برنامه‌ای شفاف و تکالیف و وظایف روشن و دقیق است.

### کار
ISTJها به حقایق احترام می‌گذارد. آن‌ها یک بانک اطلاعاتی عظیم را درون خودشان دارند که از طریق کارکرد سنجش و حس کردن خود جمع کرده‌اند. ارزش قائل شدن برای دیدگاهی که متفاوت با عقیده خودشان هست برای آن‌ها ممکن است سخت باشد. با این حال اگر این ایده توسط کسی مطرح شود که به فرد ISTJ احترام گذاشته و به او توجه دارد این ایده برای او به شکل یک حقیقت درآمده و درونی خواهد شد و با شور و نشاط آن را خواهد پذیرفت.
ISTJها اغلب برای مدت طولانی کار می‌کنند، انرژی خود را به کارهایی که برای تحقق یک هدف مهم هستند اختصاص می‌دهند. این تیپ افراد در برابر کارهایی که هیچ حسی به آن‌ها نمی‌دهد یا کاربرد عملی ای برایش نمی‌بینند مقاومت می‌کنند. آن‌ها ترجیح می‌دهند به تنهایی کار کنند اما زمانی که لازم باشد به خوبی می‌توانند در قالب تیم کار کنند. آن‌ها دوست دارند اقداماتشان حساب شده باشد و از موقعیت و مسئولیت‌پذیری لذت می‌برند. آن‌ها استفاده کمی از تئوری یا تفکرات انتزاعی دارند حداقل تا زمانی‌که کاربرد عملی آن شفاف شد باشد.
در کل ISTJها افرادی شایسته، منطقی، معقول و مؤثر و با تمایلات عمیق به ارتقای سطح صلح و امنیت زندگی هستند. آن‌ها می‌توانند در دستیابی به اهداف خود (در صورت ممکن بودن) بسیار مؤثر باشند.

## عملکردهای شناختی
با استفاده از تفسیر عملکردهای شناختی پیشرفته ISTJ به شرح زیر است:

### غالب: حسی درونگرا (Si)
وجه Si یا ادراک درونگرایی، به جمع‌آوری داده‌های حال حاضر و مقایسه آن‌ها با تجربیات گذشته می‌پردازد، فرایندی که گاهی اوقات احساسات مرتبط را با حافظه فرا می‌خواند به گونه‌ای که موضوع را در ذهن خود مجسم می‌کنند. این تیپ شخصیتی به دنبال محافظت از تمام چیزهای شناخته شده و آشناست، Si با استنباط بر تاریخچه (ذهن و تجربه)، اهداف و انتظاراتش را از آینده شکل می‌دهد. با استفاده از Si تیپ ISTJ موفق به تحلیل عمیقی از محیط پیرامون خود می‌شود.

### کمکی: تفکر برونگرا (Te)
Te ایده‌ها و محیط را برای تضمین کارآمدی و پرحاصل بودن پیگیری اهداف سازماندهی برنامه‌ریزی می‌کند. Te به دنبال توضیحات منطقی برای رفتارها، اتفاقات و نتیجه‌گیری هاست به‌طور دائم در پی استدلال ایرادات موجود است. ISTJها از این قابلیت برای اجراسازی فعالانه و ارزش‌گذاری آگاهی‌ها و برداشت هایشان استفاده می‌کنند.

### سوم: احساس درونگرا (Fi)
Fi اطلاعات را بر اساس تعابیر ارزشی فیلتر کرده و مطابق با معیارهایی که اغلب قابل مشاهده و لمس نیستند قضاوت‌هایی را شکل می‌دهد. Fi دائماً یک سری از ارزش‌های درونی مثل هماهنگی و اعتبار و سنخیت را متعادل می‌کند. وفق یافتن با تفاوت‌های مشخص، Fi ذاتاً آنچه درست یا غلط باشد را در هر موقعیتی تشخیص می‌دهد. Fi به ISTJها تحلیل هایشان را به سمت خود و دیگران بازگردانند تا احساسات و دلایل وابسته به آن را درک کنند.

### درجه دوم: شهود برونگرا (Ne)
Ne معانی پنهان را با استفاده از پرسش‌های What if (چطور، چه می‌شود) کشف و تفسیر می‌کند، تا راهکارهای دیگری پیدا کند و به هم زیستی چیزهای ممکن در کنار هم کمک می‌کند. این بازی تخیلی بینش و تجربه را از منابع مختلف به هم پیوند می‌زند تا یک کلِ جدید را شکل دهد، تا بتواند سرعت عمل را بالا ببرد. در حالی که ISTJها قادر به پردازش سریع و سرسخت اطلاعات و جویدن اعداد هستند اما در مواجهه با مفاهیم انتزاعی بدون کاربرد واقعی و سریع مشکل داشته یا به سادگی گیج می‌شوند.

### رفتارهای سایه‌ای
آخرین پژوهشگران تیپ‌شناسی (به ویژه لیندا وی برنز) ۴ عملکرد دیگر را به این سلسله مراتب نزولی اضافه کرده‌اند که برای همین به آن اصطلاح عملکردهای «سایه‌ای» را اطلاق نموده‌اند. این عملکردها به‌طور طبیعی دیده نمی‌شوند ولی در شرایطی که فرد تحت فشار (استرس) است ممکن است نشان دهد. عملکردهای سایه‌ای معمولاً در مرز آگاهی‌های ما سر می‌زند. ما معمولاً آن‌ها را در راه‌های منفی تجربه می‌کنیم، وقتی ما نسبت به آن‌ها روی باز نشان دهیم آن‌ها می‌توانند برای ما کاملاً مثبت باشند. برای ISTJها این عملکردهای سایه‌ای به ترتیب عبارتند از:
- حسی برونگرا (Se)

این وجه بر روی تجربیات و احساسات فیزیکی ضروری و بدیهی تمرکز دارد و باعث می‌شود تا فرد به اطراف و حقایق پیرامون خود توجه داشته باشد و جزئیات را بررسی کند که می‌تواند با توجه به آن‌ها وارد عملیاتی خود به خود شود.
- تفکر درونگرا (Ti)

به دنبال درستی و دقت است.متوجه تمایزات و برتری‌های میان چند چیز می‌شود،سپس آنان را تحلیل و مرتب می‌کند.تمام جوانب را بررسی می‌کند تا بهترین راه حل را با کمترین هزینه و ریسک بیابد،سپس سعی می‌کند تا مشکلی را حل کند.همچنین Ti می‌تواند به ریشه کن کردن ناهماهنگی‌ها کمک کند.
- احساس برونگرا (Fe)

این وجه ملاحظهٔ روابط اجتماعی را می‌کند و سعی می‌کند تا هماهنگ و مودب باشد و رفتاری مناسب بروز دهد.Fe به نیازهای ضروری و روشن اطرافیان پاسخ می‌دهد و حتی می‌تواند موجب شود تا یک احساس درونی در فرد ایجاد شود.احساسی از مقابله بین نیازهای خود فرد و تمایل برای دانستن نیازهای فردی دیگر.
- شهود درونگرا (Ni)

مجذوب رفتارها و عمل‌های نمادین می‌شود.تضادهای ظاهری را کنار هم قرار می‌دهد تا چیزی غیرقابل تصور خلق کند. می‌تواند کمک کند تا فرد، تصویری از آینده،راه حل ها،سیستم‌های پیچیده و حقایق دنیوی را تصور کند.